# Lago Quesnel
O Lago Quesnel é um lago glacial do género formado em fiorde e localizado na Colúmbia Britânica, Canadá.

## Descrição
Este lago que localizado nas Montanhas Cariboo é a origem do Rio Quesnel tem uma profundidade máxima medida é de 610 metros, embora se estime que profundidade máxima real seja maior, sendo assim um dos lagos mais profundos do Canadá. 
O título de lago mais profundo pertence ao Grande Lago do Escravo. No entanto o local onde este lago se encontra é faz que que este seja o mais profundo lago de fiorde do mundo.